# Лайъл (остров)

Остров Лайъл (на английски: Lyell Island, на езика на индианците хайда Атили Гуаи) е 4-тият по големина остров в архипелага Хайда Гуаи (Кралица Шарлота) край западните брегове на Канада в Тихия океан. Площта му е 176 км2, която му отрежда 25-о място сред островите на провинция Британска Колумбия и 116-о в Канада. Необитаем.
Островът се намира в югоизточната част на архипелага, източно от остров Морсби, от който го отделят залива Дарвин и протока Шатъл с малкия остров Шатъл в него. На север са островите Таану и Кунга, отделени от Лайъл чрез протока Ричардсън, а на югоизток протока Фарадей го отделя от остров Фарадай и редица други малки островчета и скали. Източните брегове на острова се мият от водите на широкия проток Хеката, отделящ го от бреговете на Британска Колумбия.
Бреговата линия с дължина 130 км е силно разчленена. Целият остров се състои от четири взаимно свързани полуострова – най-големия на изток (около половината от площта на острова), един на север и два на югозапад, като между тях дълбоко във вътрешността се вклиняват два големи залива – Атли на север и Седжуик на юг и няколко по-малки.
По-голямата част на острова е хълмиста и нископланинска с максимална височина от 640 м в централната част на източния полуостров.
Климатът е умерен, морски, влажен, предпоставка за пълноводни почти през цялата година къси реки. Голяма част от острова е покрит с гъсти иглолистни гори. Целият остров попада в националния канадски парк Гуаи Хаанас.
В миналото островът е бил населен от индиански племена от народа хайда, които през XIX в. масово се изселват или измират от едра шарка и други заразни болести привнесени от европейците.
Островът е открит през 1775 г. от испанския мореплавател Хуан Франсиско де ла Бодега и Куадра, а по-късно, през 1792 г. крайбрежието му е картирано и е доказано островното му положение от британски морски офицери, участници в експедицията на Джордж Ванкувър (1791-1795). В периода 1857-1862 целият архипелаг Хайда Гуаи (Кралица Шарлота) и западните брегове на Британска Колумбия са детайлно картирани от британска експедицията възглавявана от хидрографа Джордж Хенри Ричардс и вероятно той променя индианското име на острова в чест на знаменития английски геолог Чарлз Лайъл (1797-1875).